# Поста Фибрено
По̀ста Фибрѐно (на италиански: Posta Fibreno, на местен диалект la Posta, ла Поста) е село и община в Централна Италия, провинция Фрозиноне, регион Лацио. Разположено е на 430 m надморска височина. Населението на общината е 1216 души (към 2010 г.).